# اوریاک-سور-واندینل
اوریاک-سور-واندینل (به فرانسوی: Auriac-sur-Vendinelle) یک کمون در فرانسه است که در canton of Caraman واقع شده‌است. اوریاک-سور-واندینل ۳۰٫۷۱ کیلومتر مربع مساحت دارد ۱۷۵ متر بالاتر از سطح دریا واقع شده‌است.